# Antonio Meeking
Antonio Meeking (Monroe, 24 agosto 1981) è un ex cestista statunitense, professionista nella NBDL e in Europa.

## Palmarès
- Campione NBDL: 1

2003-04
- Campione USBL: 1

2004
- Lega Adriatica: 1

Hemofarm Vršac: 2004-05